# Système astéroïdal

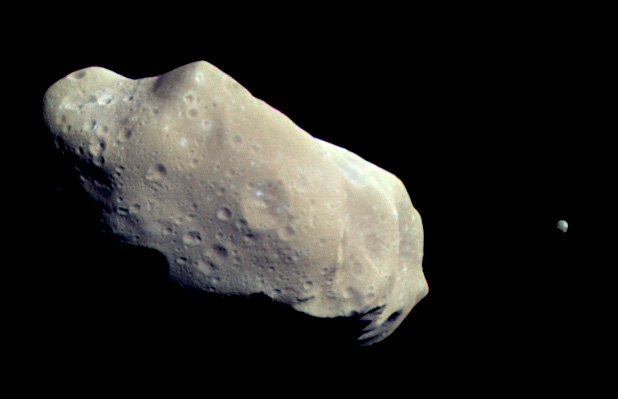
243 Ida, photographié lors de son survol par la sonde spatiale Galileo en 1993, est le premier astéroïde binaire observé.

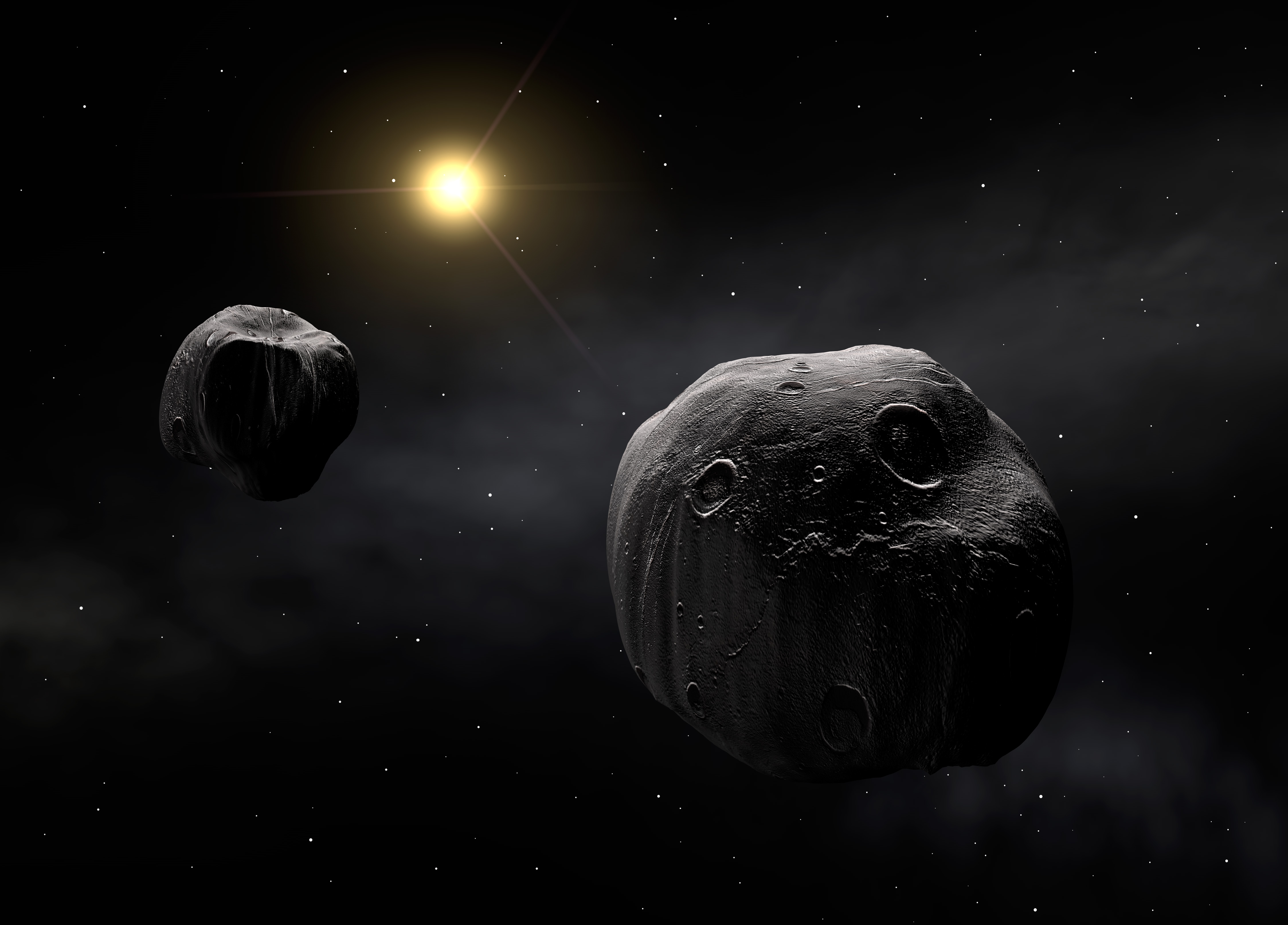
(90) Antiope (vue d'artiste)

Un système astéroïdal est un ensemble d'au moins deux astéroïdes gravitant ensemble autour de leur centre de masse commun, de façon analogue aux étoiles multiples. Ce type de formation, en particulier les astéroïdes binaires, est relativement fréquent dans le Système solaire mais leur durée de vie est généralement limitée. Différents mécanismes de formation ont été identifiés pour les binaires : capture de l'astéroïde mineur pour la majorité des objets transneptuniens, capture de débris générés par une collision pour la ceinture d'astéroïdes et agrégation par l'effet YORP de débris éjectés par des forces liées à la vitesse de rotation de l'astéroïde pour les astéroïdes géocroiseurs. Le premier système d'astéroïdes, (243) Ida, a été observé en 1993 par la sonde spatiale Galileo. 158 systèmes d'astéroïdes ont été observés au 1er janvier 2014 dans le Système solaire dont une dizaine de systèmes triples.

## Astéroïdes binaires
Les astéroïdes binaires constituent le type le plus courant des systèmes astéroïdaux : ils  désignent un système de deux astéroïdes gravitant l'un autour de l'autre. (90) Antiope est un exemple d'astéroïde binaire. (243) Ida fut le premier astéroïde binaire observé in situ par la sonde spatiale Galileo durant son transit vers Jupiter. De nombreux astéroïdes binaires ont depuis été détectés.
Lorsque les deux objets sont de taille similaire, on parle parfois de « compagnons binaires » ou d'« astéroïdes doubles ». Un exemple d'astéroïde double est la paire que forme le système (90) Antiope. Les astéroïdes binaires avec un satellite beaucoup plus petit que l'objet principal, lequel satellite est alors appelé satellite mineur, sont relativement communs. Ces derniers sont parfois appelés « (systèmes d')astéroïdes binaires à grand rapport de taille ».

## Caractéristiques des systèmes binaires
Les caractéristiques comparées de l'astéroïde majeur et mineur des systèmes binaires diffèrent fortement selon la région du système solaire dans laquelle ils circulent.
| Type d'astéroïde binaire                   | Taille moyenne astéroïde majeur/mineur (ratio) | Distance moyenne entre mineur et majeur (rayons de l'astéroïde majeur) | Astéroïdes binaires (proportion) | Autres caractéristiques                                          |
| ------------------------------------------ | ---------------------------------------------- | ---------------------------------------------------------------------- | -------------------------------- | ---------------------------------------------------------------- |
| Astéroïde géocroiseur                      | 4,3                                            | 4,9                                                                    | 15%                              | Primaire petit, sphérique/aplati aux pôles et en rotation rapide |
| Ceinture d'astéroïdes et troyen de Jupiter | 7,4                                            | 12                                                                     | 2 à 3%                           | Le ratio de taille peut aller jusqu'à 90                         |
| Objet transneptunien                       | 2,1                                            | 140                                                                    | 10 à 30%                         | Ratio de taille médian est de 44                                 |

## Mécanismes de formation des astéroïdes binaires
Au vu des différences observées dans leurs caractéristiques physiques et leurs paramètres orbitaux, trois mécanismes de formation principaux des systèmes binaires ont été identifiés :
- la capture de l'astéroïde mineur par l'astéroïde majeur nécessite qu'une partie de l'énergie orbitale de l'objet capturé soit dissipée pour réduire se vitesse. Ceci nécessite un troisième corps ou un essaim de corps, c'est-à-dire une densité d'astéroïdes beaucoup plus élevée que celle observée de nos jours. Les astéroïdes binaires de ce type ont dû se former il y a longtemps, ce qui exclut ceux qui circulent dans la ceinture d'astéroïdes et en deçà, qui ont une durée de vie relativement courte comparée à l'âge du système solaire car ils sont victimes de phénomènes de collision, d'éjection et d'éclatement en particulier. Ce mécanisme ne concerne donc que les objets transneptuniens binaires dont la formation est plus ancienne ;
- la capture de débris générés par une collision par l'objet le plus massif qui subsiste est le scénario de formation privilégié pour les binaires les plus importantes de la ceinture d'astéroïdes ;
- l'agrégation par Effet YORP de débris éjectés par les forces liées à la vitesse de rotation de l'astéroïde est le scénario qui a la préférence des astronomes pour les astéroïdes géocroiseurs. Pour que l'éjection par les forces de rotation puisse se produire, il faut que le primaire soit de type agglomérat lâche, ce qui correspond bien à de nombreuses observations.

## Recensement
Au 1er janvier 2014, les astronomes ont recensé 158 systèmes d'astéroïdes dans le système solaire en utilisant plusieurs méthodes, notamment l'observation directe, les variations de la courbe de lumière ou de la réflexion radar :
- 48 dont 2 triples sont des astéroïdes géocroiseurs dont l'orbite coupe celle de la Terre ;
- 19 dont 1 triple circulent sur une orbite qui coupe celle de Mars ;
- 93 dont 4 triples et 1 quadruple[2] font partie de la ceinture d'astéroïdes ;
- 4 sont des astéroïdes troyens de Jupiter ;
- 78, dont 2 triples et Pluton avec ses 5 satellites, sont des objets transneptuniens.